# Clandestine Affair
   Clandestine Affair    è un singolo promozionale della cantante giamaicana Grace Jones e Tricky, pubblicato nel 2004.

## Descrizione
Il brano, in stile Trip Hop, è una collaborazione tra la cantante e il musicista britannico Tricky durante le sessioni dell album Force of Nature, che avrebbe dovuto essere pubblicato nel 1998. In seguito ai dissapori intercorsi tra i due artisti durante la realizzazione, l'album non vide mai la luce ed il singolo ricevette una distribuzione limitata in un promo White label solo nel 2004., con la sua versione strumentale ed un altro brano prodotto da Tricky e DJ Milo dal titolo We Know, quest'ultimo incluso nella colonna sonora del film Half-Baked, inedito in Italia.

## Tracce
- Promo 12" single

1. "Clandestine Affair (Vocal)" - 5:52
2. "Clandestine Affair (Instrumental)" - 5:40
3. "We Know" - 5:40 (DJ Milo* & Tricky)